# Zapotitlán
Zapotitlán è un comune del Guatemala facente parte del dipartimento di Jutiapa.